# Vermil
Vermil ist ein Ort und eine ehemalige Gemeinde (Freguesia) im Norden Portugals.
Vermil gehört zum Kreis Guimarães im Distrikt Braga. Die Gemeinde hatte eine Fläche von 2,3 km² und 1147 Einwohner (Stand 30. Juni 2011). Die Gemeinde ist überwiegend städtisch geprägt.
Am 29. September 2013 wurden die Gemeinden Vermil, Airão (São João Baptista) und Airão (Santa Maria) zur neuen Gemeinde União das Freguesias de Airão Santa Maria, Airão São João e Vermil zusammengeschlossen.

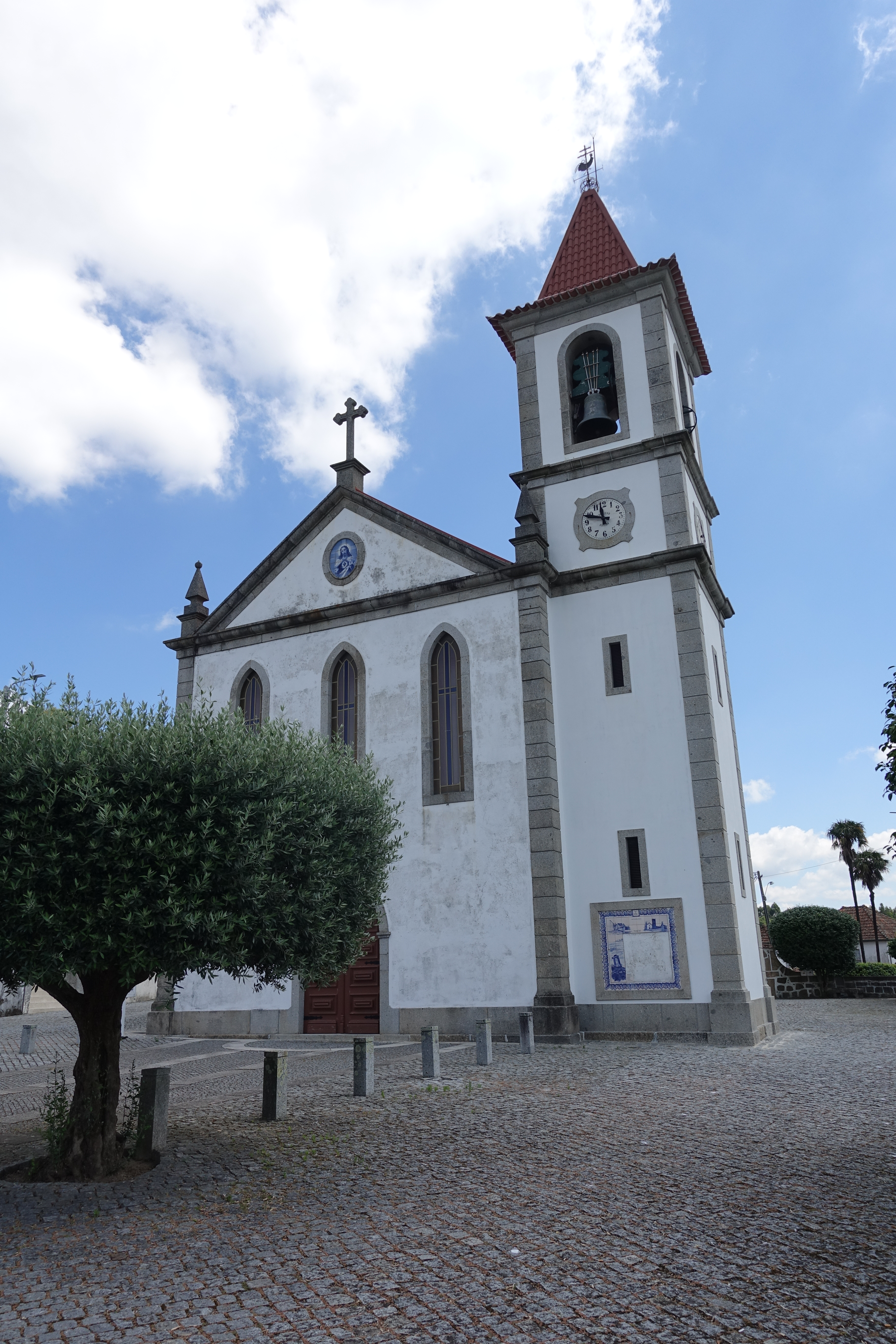
Pfarrkirche von Vermil